# Ebnisee (Landschaftsschutzgebiet)
Ebnisee ist ein Landschaftsschutzgebiet im Rems-Murr-Kreis in Baden-Württemberg.  

## Lage und Beschreibung
Das rund 666 Hektar große Landschaftsschutzgebiet entstand durch Verordnung des damaligen Landratsamts Waiblingen vom 4. November 1968. Gleichzeitig wurde die Verordnung zum Schutze des Landschaftsteils Ebniseegebiet in den Gemeinden Kaisersbach und Welzheim vom 1. Februar 1940 aufgehoben. Es umfasst das 
Obere Wieslauftal mit Seitentälern und das Erholungsgebiet um den Ebnisee. Es gehört zu den Naturräumen 107-Schurwald und Welzheimer Wald und 108-Schwäbisch-Fränkische Waldberge innerhalb der naturräumlichen Haupteinheit 10-Schwäbisches Keuper-Lias-Land. Das Landschaftsschutzgebiet liegt vollständig im Naturpark Schwäbisch-Fränkischer Wald.

## Schutzzweck
Wesentlicher Schutzzweck ist die Erhaltung der Vielfalt, Eigenart und Schönheit der Natur und Landschaft in diesem Raum und ihres besonderen Erholungswertes für die Allgemeinheit und die Erhaltung der Nutzungsfähigkeit der Naturgüter in diesem Raum.